# Singrauli
Singrauli est une ville indienne située dans le district de Singrauli dans l'État du Madhya Pradesh. En 2001, sa population était de 185 580 habitants.

## Traduction
- (it) Cet article est partiellement ou en totalité issu de l’article de Wikipédia en italien intitulé « Singrauli » (voir la liste des auteurs).